# Asociación estelar de Argus
La asociación estelar de Argus es una asociación estelar propuesta en 2008 por Torres et al.
Comprende más de 60 estrellas, de las que más de la mitad forman parte del cúmulo abierto IC 2391, localizado a 140 pársecs (aproximadamente 455 años luz) del sistema solar.
De hecho, solo seis de sus miembros están a menos de 70 pársecs de la Tierra.
Previamente, en 1991, se había propuesto el denominado supercúmulo de IC 2391, que contiene muchas estrellas de tipo espectral temprano.
En el futuro, se piensa que algunos miembros de tipo A del supercúmulo de IC 2391 distantes más de 66 pársecs, probablemente serán considerados miembros de la asociación estelar de Argus.
Se ha sugerido una edad de 40 millones de años para esta asociación. Su gran componente U negativa en el movimiento espacial, distingue los miembros de esta asociación de los de otras asociaciones cercanas.

## Miembros
Se han propuesto a q Velorum, ε Pavonis y 29 Cygni como miembros de la asociación estelar de Argus.
Asimismo, la cinemática de la estrella presecuencia principal AP Columbae corresponde a la de un miembro de esta asociación.